# Pipistrellus endoi
Pipistrellus endoi es una especie de murciélago de la familia Vespertilionidae.

## Distribución geográfica
Es  endémica del Japón, donde se registra sólo en Honshu y Shikoku.

## Hábitat
Su hábitat natural son: bosques templados.